# Hafrún Rakel Halldórsdóttir
Hafrún Rakel Halldórsdóttir, född den 1 oktober 2002, är en isländsk fotbollsspelare.

## Biografi
Hafrún Halldórsdóttir inledde sin seniorkarriär i Ungmennafélagið Afturelding år 2017. 2020 värvades hon av Breiðablik för att 2024 kontrakteras av Brøndby IF. Hon har även representerat det isländska damlandslaget där hon debuterade 2021.